# Língua Negra
A Língua Negra é uma das línguas criadas por J. R. R. Tolkien para o seu legendarium, sendo falada no reino maligno de Mordor. Na ficção, Tolkien descreve a língua como criada por Sauron para ser a única língua de todos os seus servos em Mordor.
Pouco se sabe sobre a Língua Negra, exceto pela inscrição no Um Anel. Especialistas observam que Tolkien a construiu para ser linguisticamente plausível, com um som áspero e ríspido. O estudioso Alexandre Nemirovski, com base em evidências linguísticas, sugeriu que Tolkien se inspirou na antiga língua hurrita [en], que, como a Língua Negra, era aglutinante.

## Tolkien

### Objetivo
A Língua Negra é uma das línguas mais fragmentárias em O Senhor dos Anéis. Diferentemente do seu extenso trabalho nas línguas élficas [en], Tolkien não escreveu canções ou poemas na Língua Negra, exceto pela inscrição do Um Anel. Ele afirmou:

Em línguas aglutinantes como o turco, o significado de uma palavra pode ser compreendido ao dividi-la em sua raiz e afixos. Por exemplo, na palavra evlerimizde, ev significa "casa", -ler indica plural, -imiz significa "nossa" e -de significa "em". Assim, evlerimizde significa "em nossas casas".

Turkish Textbook
| “ | A Fala Negra não foi intencionalmente modelada em nenhum estilo, mas deveria ser consistente, muito diferente das línguas élficas, porém organizada e expressiva, como se esperaria de uma criação de Sauron antes de sua corrupção total. Era, evidentemente, uma língua aglutinante. [...] Tentei ser justo linguisticamente, e ela deveria ter significado, não sendo apenas um grupo casual de sons desagradáveis, embora uma transcrição precisa, mesmo hoje, só seria publicável em formas mais elevadas e artisticamente avançadas de literatura. Segundo meu gosto, tais coisas são melhor deixadas para os orcs, antigos e modernos. | ” |

A atitude de Tolkien em relação à Língua Negra é revelada em uma de suas cartas. Um fã enviou a Tolkien um cálice com a inscrição do Anel na Língua Negra. Como a Língua Negra é, em geral, uma língua amaldiçoada, e a inscrição do Anel, em particular, é um feitiço maligno, Tolkien nunca bebeu do cálice, usando-o apenas como cinzeiro.

### História fictícia
O linguista e estudioso de Tolkien Carl F. Hostetter [en] escreveu que o Senhor do Escuro Sauron criou a Língua Negra "em uma antítese perversa à criação de Khuzdul por Aulë para os anões". Sauron tentou impor a Língua Negra como a língua oficial dos territórios que dominava e de todos os seus servos, mas teve apenas sucesso parcial. A Língua Negra influenciou o vocabulário dos orcs, mas logo se fragmentou em diversos dialetos órquicos, que não eram mutuamente inteligíveis. No final da Terceira Era, os orcs comunicavam-se majoritariamente em um  Westron degradado. Tolkien descreveu as falas de um orc como sendo no "Discurso Comum, que ele tornava quase tão horrível quanto sua própria língua".
Tolkien afirmou que a língua era usada "apenas em Mordor" e "nunca foi usada voluntariamente por outros povos"; por isso, "mesmo os nomes de lugares em Mordor estão em inglês", representando o westron.

### A inscrição do Um Anel
O único texto em "Língua Negra pura" é a inscrição no Um Anel. Ela é escrita no alfabeto élfico tengwar, com ornamentos:

Inscrição grafada no Um Anel.

| “ | Ash nazg durbatulûk, ash nazg gimbatul, ash nazg thrakatulûk agh burzum-ishi krimpatul. | ” |

(Pronúnciaⓘ)
| “ | Um Anel para governar todos eles, um Anel para encontrá-los, Um Anel para trazer todos eles e, na escuridão, prendê-los. | ” |

O dístico faz parte da Rima dos Anéis, um verso que descreve os Anéis de Poder. Ele corresponde à tabela a seguir, conforme explicado por Tolkien.
| Língua Negra | Glossário em inglês de Tolkien                                                                                        |
| ------------ | --- |
| ash          | um |
| nazg         | anel (de dedo) |
| durb-        | constringir, forçar, dominar                                                                                          |
| -at          | terminação verbal, como um particípio                                                                                 |
| -ulûk        | terminação verbal que expressa o objeto na 3ª pessoa do plural "eles" (ul) na forma completiva ou total "todos eles". |
| gimb-        | buscar, descobrir |
| -ul          | eles |
| thrak-       | trazer à força, arrastar                                                                                              |
| agh          | e |
| burzum       | escuridão |
| ishi         | em, dentro (geralmente colocado após o substantivo na Língua Negra).                                                  |
| krimp-       | amarrar, prender |

### Som e significado
A Língua Negra foi criada por Tolkien, tanto em sua intenção real quanto na ficção de Sauron, como uma língua gutural e áspera, com sons como sh, gh e zg. Segundo Hostetter, "estabelecer esse efeito, assim como os elementos gramaticais necessários para dar verossimilhança linguística à inscrição do Anel, parece ter sido o limite do trabalho de Tolkien nessa língua". David Ashford, no Journal of the Fantastic in the Arts [en], observa que, entre as línguas de Tolkien, a Língua Negra é singular por ser explicitamente uma língua construída projetada por Sauron para ser desagradável aos orcs, descrita por Tolkien como:
| “ | tão repleta de sons ásperos e horríveis e palavras vis que outras bocas achavam difícil pronunciá-la, e poucos estavam dispostos a tentar. | ” |

Linguistas como Ashford e Helge Fauskanger [en] comentam que essa é uma visão subjetiva de Tolkien, pois é difícil determinar quais sons poderiam ser percebidos como horríveis. Fauskanger sugere que os elfos não apreciavam o r uvular usado pelos orcs. O estudioso de Tolkien Tom Shippey [en] afirma que a palavra durbatulûk, "para a todos governar", reflete a visão de Tolkien de que som e significado estavam conectados [en], comentando que:
| “ | certamente, as vogais ásperas e as consoantes cortantes e agrupamentos consonantais favorecem uma pronúncia ríspida e estridente, uma evocação apropriada das vozes dos orcs. | ” |

### Outros exemplos
Algumas palavras em Língua Negra são apresentadas no Apêndice F de O Retorno do Rei. Entre elas estão Lugbúrz, que significa "Torre Sombria" (Barad-dûr), snaga, "escravo", e ghâsh, "fogo". O nome Nazgûl é uma combinação de nazg, que significa "anel", e gûl, que significa "espectro(s)", resultando em "espectro do anel". O único exemplo conhecido de Língua Negra/Órquico degradado aparece em As Duas Torres, quando um orc de Mordor de "presas amarelas" amaldiçoa Uglúk, um Uruk de Isengard:
| “ | Uglúk u bagronk sha pushdug Saruman-glob búbhosh skai! | ” |

Em Os Povos da Terra Média, Christopher Tolkien traduz a frase como: "Uglúk para o esgoto, sha! a imundície; o grande tolo Saruman, skai!". No entanto, uma nota publicada no periódico Vinyar Tengwar [en] oferece uma tradução alternativa: "Uglúk para o poço de esterco com a imundície fétida de Saruman, entranhas de porco, gah!"

## Em filmes e música
Para a trilogia de filmes O Senhor dos Anéis de Peter Jackson, o linguista David Salo [en] utilizou o pouco que se sabe da Língua Negra para criar duas frases:
| “ | Gû kîbum kelkum-ishi, burzum-ishi. Akha gûm-ishi ashi gurum. ("Sem vida no frio, na escuridão. Aqui no vazio, apenas a morte.") | ” |

A palavra burzum-ishi ("na escuridão") é extraída do Verso do Anel, e três outros substantivos abstratos foram inventados com a mesma terminação –um. A palavra ashi, que significa "apenas", deriva de ash ("um") no Verso do Anel. As demais palavras foram criadas por Salo.

## Análise

### Comparação com as línguas élficas
O linguista sueco Nils-Lennart Johannesson comparou a fonologia e a estrutura silábica da Língua Negra com as das duas principais  línguas élficas de Tolkien, Quenya e  Sindarin. Ele observou que as línguas élficas possuem mais sons soantes e sílabas abertas do que o inglês ou a Língua Negra. Johannesson afirmou que essas diferenças consistentes são "suficientemente marcantes" para tornar as línguas élficas "agradáveis e harmoniosas", enquanto a Língua Negra soa "áspera e estridente".
M. G. Meile, ao chamar a Língua Negra de "Novilíngua de Sauron", em analogia à língua distópica de George Orwell, observou que ela é "duplamente artificial": enquanto as línguas élficas foram inventadas por Tolkien, a Língua Negra também é uma língua construída dentro do universo fictício da Terra-média, criada por Sauron como um "Esperanto maligno" para seus escravos. Ele destacou que, como a única língua desse tipo na Terra-média, a Língua Negra é mais importante do que sugere o pequeno número de palavras definidas por Tolkien. Além disso, Tolkien escreveu que ela foi criada em zombaria do Quenya, ou seja, como uma língua maligna que espelha "a encarnação linguística do bem". Meile apontou que há várias correspondências entre as duas línguas. Por exemplo, a palavra para Orcs, os monstros criados em zombaria dos elfos, é urco ou orco em Quenya, que se torna Uruk na Língua Negra.
A linguista Joanna Podhorodecka analisa o lámatyáve, um termo em Quenya para "adequação fonética", nas línguas construídas por Tolkien. Ela as examina à luz da teoria de gestos vocais simbólicos de  hu, que transmitem emoções. Podhorodecka nota que a inspiração de Tolkien era "primariamente linguística" e que ele criou as histórias "para dar um mundo às línguas", que, por sua vez, eram "agradáveis à [sua] estética pessoal". Ela compara amostras de línguas élficas (uma em Sindarin, outra em Quenya) e uma da Língua Negra, tabulando as proporções de vogais e consoantes. A Língua Negra tem 63% de consoantes, em comparação com 52% e 55% nas amostras élficas. Entre outras características, sons de vogais anteriores, como /i/ (como o i em máquina), são muito mais raros na Língua Negra do que nas línguas élficas, enquanto sons de vogais posteriores, como /u/ (como o u em bruto), são mais comuns. Podhorodecka conclui que a fonologia da Língua Negra é semelhante à fala influenciada por emoções agressivas, que apresenta uma maior proporção de consoantes (especialmente oclusivas) em relação às vogais. Ela afirma que as línguas construídas por Tolkien eram únicas para ele, mas que seus "padrões linguísticos resultaram de seu apurado senso de metáfora fonética", contribuindo sutilmente para os aspectos estéticos e axiológicos de sua mitologia.

### Paralelos com línguas naturais

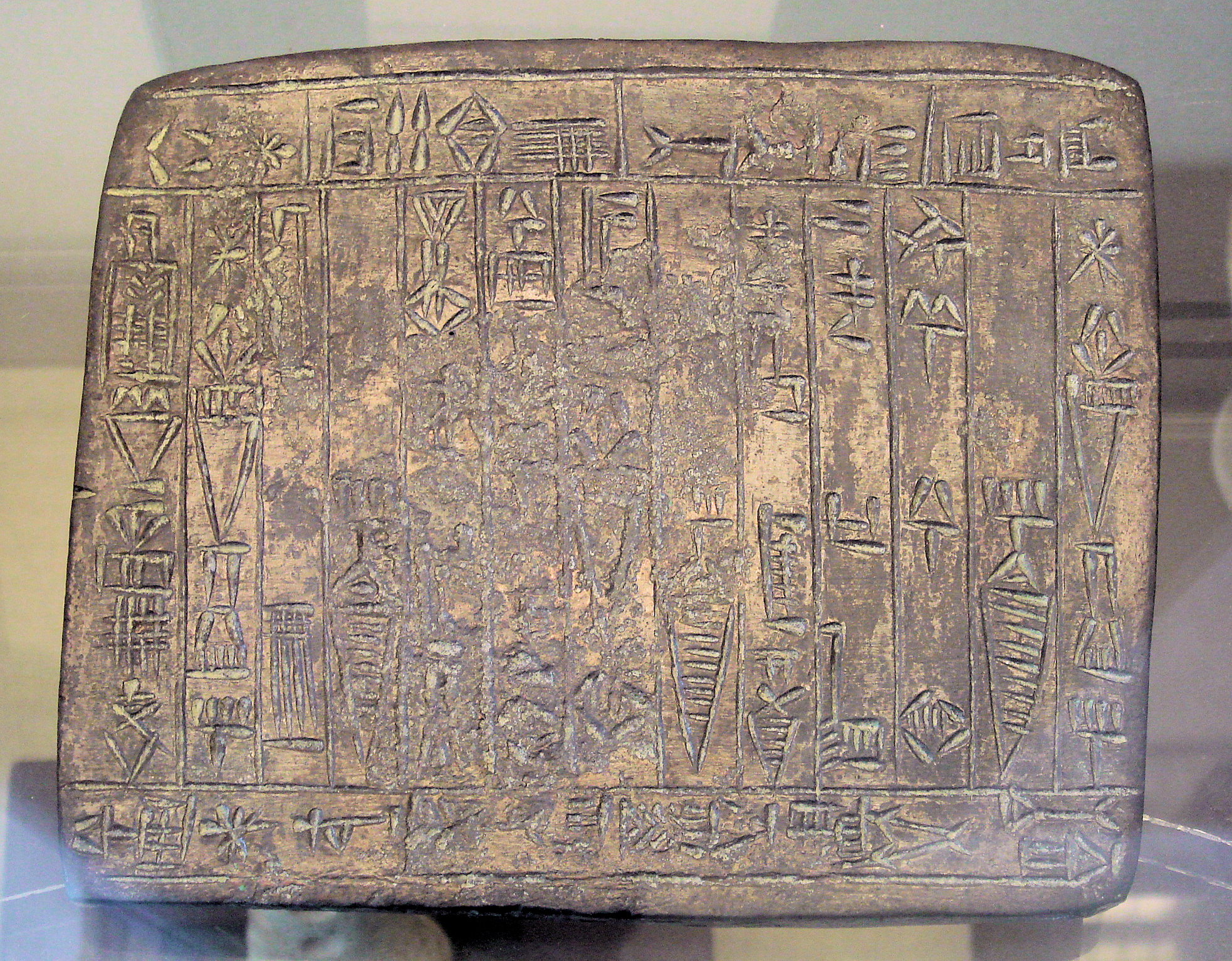
A Língua Negra foi comparada à língua hurrita, vista aqui na Tábua Fundacional, c. 2000 a.C.

O historiador russo Alexandre Nemirovski apontou uma forte semelhança com a extinta língua hurrita [en] do norte da Mesopotâmia, que havia sido parcialmente decifrada na época da escrita de O Senhor dos Anéis, com a publicação de Introduction to Hurrian de E. A. Speiser [en] em 1941. Fauskanger manteve correspondência com Nemirovski e observa que ele argumentou que Tolkien projetou a Língua Negra "após algum conhecimento das línguas hurrita-urartiana". A evidência apresentada por Nemirovski é inteiramente linguística, baseada em semelhanças entre os elementos das formas aglutinantes da Língua Negra; o hurrita também era uma língua aglutinante.
| Língua Negra | Português     | Hurrita       | Significado em hurrita (possível interpretação de Black Speech)         |
| ------------ | ------------- | ------------- | ----------------------------------------------------------------------- |
| durb-        | governar      | turob-        | algo predestinado a ocorrer (talvez: um destino maligno)                |
| -ûk          | completamente | -ok-          | “totalmente, realmente”                                                 |
| gimb-        | encontrar     | -ki(b)        | pegar, reunir                                                           |
| burz-        | escuridão     | wur-, wurikk- | ver, ser cego (talvez: no escuro)                                       |
| krimp-       | prender       | ker-imbu-     | tornar totalmente mais longo (talvez: em uma corda, amarrar firmemente) |

David Ashford escreve que a Língua Negra é, ao mesmo tempo, aglutinante e ergativa, "algo raro mesmo hoje". Além disso, na década de 1940, a ergatividade era uma descoberta linguística recente, indicando que Tolkien utilizava as pesquisas mais recentes em seu campo favorito. Na visão de Ashford, dado os "paralelos marcantes" em sintaxe e morfologia, a "história misteriosa" e o "interesse atual" pelo hurrita na época, o argumento para uma conexão com o hurrita é persuasivo.
Tolkien afirmou que, ao criar a palavra nazg na Língua Negra, ele pode ter sido influenciado pela palavra em irlandês nasc ("anel, amarra, laço"). Ele negou qualquer conexão entre nazg e o inglês antigo.
Mark Mandel, escrevendo no Tolkien Journal [en] em 1965, afirmou que -ishi é uma "posposição de localização, ou (para tomar emprestado um termo da gramática finlandesa [en]) um sufixo inesivo".

### J. R. R. Tolkien
- Tolkien, J. R. R. (1954a). The Lord of the Rings: The Fellowship of the Ring [O Senhor dos Anéis: A Sociedade do Anel]. Boston: Houghton Mifflin. OCLC 9552942
- Tolkien, J. R. R. (1996).  Tolkien, Christopher, ed. The Peoples of Middle-earth [Os povos da Terra-média]. Boston: Houghton Mifflin. ISBN 978-0-395-82760-4